# Сироткин, Михаил Яковлевич
Михаил Яковлевич Сироткин (8 ноября 1908, Шордан-Анаткас, Алымкасинская волость, Чебоксарский уезд (ныне населённый пункт не существует, он вошёл в состав города Новочебоксарска Чувашской Республики) — 20 декабря 1970, Чебоксары) — советский литературовед, критик, фольклорист, педагог, организатор науки и вузовского образования, член Союза писателей СССР (1950), доктор филологических наук (1955), профессор (1956), член-корреспондент Академии педагогических наук РСФСР (1957), СССР (1968).

## Биография
Участник Великой Отечественной войны. Окончил Чувашский государственный педагогический институт (1934). Работал инспектором-методистом в Народном комиссариате просвещения Чувашской АССР (1934—1937). В 1937—1939 в Чебоксарском педагогическом училище преподавал русский язык и литературу, был заместителем директора.
В 1939—1941 годах учёный-секретарь — заместитель директора НИИ языка, литературы, истории, экономики при СНК Чувашской АССР.
В 1941 году до ухода на фронт — преподаватель Чувашского государственного педагогического института.
В 1967—1971 годах — председатель Верховного Совета Чувашской АССР VII созыва.

## Работы
Автор более 50 научных работ, в том числе 9 монографий. Среди них: «Очерки дореволюционной чувашской литературы», «Михаил Сеспель: очерк жизни и творчества», «Очерк истории чувашской советской литературы», «Чувашский фольклор», «Современная чувашская проза», «А. С. Пушкин и чувашская литература», «Константин Васильевич Иванов. Критико-биографический очерк».
Автор учебников чувашского языка и литературы времен СССР для некоторых классов средней школы.

## Звания
Заслуженный деятель науки Чувашской АССР (1958), заслуженный деятель науки РСФСР (1970).

## Награды
- Орден Трудового Красного Знамени
- Орден Красной Звезды
- Орден «Знак Почёта»
- Медаль К. Д. Ушинского[2].

## Увековечение памяти
Имя занесено в Почётную Книгу Трудовой Славы и Героизма Чувашской АССР (1967).
Именем М. Сироткина названа улица в городе Чебоксары.